# Grabkäfer
Die Grabkäfer (Pterostichus) stellen eine Gattung von Käfern innerhalb der Familie der Laufkäfer (Carabidae) dar. In Mitteleuropa kommen 57 Arten vor, in Deutschland sind es 35.

## Merkmale
Die Käfer werden einige wenige bis etwa 20 Millimeter lang. Sie sind überwiegend unauffällig schwarz gefärbt. Wie auch die anderen Arten der Unterfamilie haben sie am vorletzten Glied der Labialpalpen zwei Borsten, zwei Supraorbitalborsten finden sich am Augenrand. Bei den Männchen sind die ersten drei Tarsenglieder der Vorderbeine verbreitert.  Die ersten drei Glieder der Fühler sind außerdem zylindrisch ohne eine scharfe Kante geformt, womit man die Gattung gut von den Arten der Gattung Poecilus unterscheiden kann, bei denen zumindest das 2. und 3. Fühlerglied zusammengedrückt ist und oberseits jeweils eine scharfe Kante aufweist. Die Deckflügel haben im dritten Zwischenraum oder am dritten Streifen mindestens eine häufig schwer sichtbare eingedellte Pore. Die Epipleuren sind vor der Spitze gekreuzt. Die Schenkelringe (Trochanteren) der Hinterbeine sind etwa halb so lang wie die Schenkel (Femora).

## Vorkommen
Die Tiere sind weit verbreitet und bevorzugen feuchte Gebiete wie feuchte Wiesen, Ufer von Gewässern und Wälder. Sie kommen von tiefen Lagen bis ins Gebirge vor, zahlreiche Arten leben aber nur im Hochgebirge. Man findet die Tiere von März bis Oktober unter Steinen oder im Erdboden.

## Lebensweise
Die nachtaktiven Imagines und auch ihre Larven ernähren sich räuberisch. Die Larven entwickeln sich im Erdboden. Bei einigen Arten ist eine starke Brutfürsorge zu beobachten. Die Weibchen bauen unter Steinen oder Totholz kleine Höhlen mit glatten Wänden, in denen sie etwa 20 Eier legen. Das Weibchen bleibt solange in dieser Höhle, bis die Larven schlüpfen, allerdings werden weder die Eier noch die Larven vor Fressfeinden verteidigt. Nach der Verpuppung schlüpfen die Käfer meist im September und überwintern auch.

## Arten (Auswahl)
- Schwarzer Grabkäfer (Pterostichus aethiops) (Panzer, 1797)
- Kohlschwarzer Grabläufer (Pterostichus anthracinus) (Illiger, 1798)
- Pterostichus aterrimus (Herbst, 1784)
- Metallischer Grabkäfer (Pterostichus burmeisteri) Heer, 1841
- Bergwald-Grabkäfer (Pterostichus cognatus) (Dejean, 1831)
- Pterostichus diligens (Sturm, 1824)
- Pterostichus elongatus (Duftschmid, 1812)
- Pterostichus fasciatopunctatus (Creutzer, 1799)
- Pterostichus gracilis (Dejean, 1828)
- Pterostichus macer (Marsham, 1802)
- Pterostichus madidus (Fabricius, 1775)
- Gemeiner Grabkäfer (Pterostichus melanarius) (Illiger, 1798)
- Pterostichus melas (Creutzer, 1799)
- Kleiner Grabkäfer (Pterostichus minor) (Gyllenhal, 1827)
- Ostalpen-Grabkäfer (Pterostichus muehlfeldi) (Duftschmid, 1812)
- Großer Grabkäfer (Pterostichus niger) (Schaller, 1783)
- Schwärzlicher Grabkäfer (Pterostichus nigrita) (Paykull, 1790)
- Echter Schulterläufer (Pterostichus oblongopunctatus) (Fabricius, 1787)
- Pterostichus ovoideus (Sturm, 1824)
- Pterostichus quadrifoveolatus Letzner, 1852
- Pterostichus rhaeticus Heer, 1837
- Pterostichus strenuus (Panzer, 1797)
- Pterostichus unctulatus (Duftschmid, 1812)
- Frühlings-Grabkäfer (Pterostichus vernalis) (Panzer, 1796)
- Pterostichus ziegleri (Duftschmid, 1812)